# Salvator Xuereb
Salvator Xuereb (ur. 17 listopada 1965 w Nowym Jorku) – amerykański aktor.
Salvator Xuereb uczęszczał do szkoły we Francji, ukończył studia na uniwersytecie w Nowym Jorku na kierunku handlu. Aktorstwo łączy z pracą w rodzinnej firmie handlowej zajmującą się modą. Jego brat Emmanuel jest również aktorem. Jego pierwszą żoną była aktorka znana z filmu Powrót Batmana Cristi Conaway, po rozwodzie poślubił 17 sierpnia 2003 roku Nikki Toscano, z którą ma jedno dziecko.

## Filmografia
- 1999: False River jako Jim Mix
- 1997: Lewis & Clark & George jako Lewis
- 1997: Ravager jako Lazarus
- 1997: Detonator (My Brother's War) jako Liam Fallon
- 1997−2000: Baza Pensacola (Pensacola:Wings of Gold) jako porucznik A.J. „Buddah” Conaway (1997–1998)
- 1996: Mr. Stitch jako zastępca
- 1995: Doom Generation - Stracone pokolenie (Doom Generation) jako Biker
- 1994: Obsesja (Passion to Kill, A (aka Rules of Obsession)) jako Phil
- 1994: Napad (Killing Zoe) jako Claude
- 1993: Quick jako Henry
- 1992: Przestępca jest wśród nas (Fugitive Among Us) jako Terry Gifford
- 1991: Więzy krwi jako Butcherbird „Butch” Vlad
- 1991: Rajdowcy w akcji (Born to ride) jako Levon

### Gościnnie
- 2003: Las Vegas jako Jerry Spires
- 2002−2003: Gliniarze bez odznak (Fastlane) jako Gavin West
- 2001–2002: Kronika nie z tej ziemi (The Chronicle) jako Roger Noland
- 2001: 24 godziny (24) jako Arthur Rabens
- 2000−2002: Cień anioła (Dark Angel) jako Dean
- 1998–2002: V.I.P. jako Bobby Xero
- 1997: Strażnik czasu (Timecop) jako doktor Reinecker
- 1993–2005: Nowojorscy gliniarze (NYPD Blue) jako Michael
- 1992–1999: Melrose Place jako Rob
- 1989–1990: Alien Nation jako handlarz
- 1989–1993: Doogie Howser, lekarz medycyny (Doogie Howser, M.D)
- 1989–2001: Słoneczny patrol (Baywatch) jako Dorsch
- 1988–1991: China Beach jako Chudy MP
- 1986–1995: Matlock jako Chet Sellers (1994)